# 迪爾克里克 (伊利諾伊州)
迪爾克里克（英語：Deer Creek）是位於美國伊利諾伊州塔茲韋爾縣的一個村落。

## 地理
迪爾克里克的座標為40°37′45″N 89°19′54″W / 40.62917°N 89.33167°W，而該地最高點為海拔高度231米（即758英尺）。

## 人口
根據2010年美國人口普查的數據，迪爾克里克的面積為1.49平方千米，當中陸地面積為1.46平方千米，而水域面積為0.03平方千米。當地共有人口704人，而人口密度為每平方千米472人。